# Synagogue Charles Liché
La synagogue Charles-Liché est située 14, place des Vosges, à Paris (4e arrondissement), dans l'Hôtel de Ribault, au 1er étage.

## Histoire
Elle a été réalisée en 1963.
Charles Liché, dont le nom de naissance était Charles Lichenstein, fut le hazzan de la Synagogue de la rue des Tournelles, dont le rabbin était à l'époque le rabbin Dr. David Feuerwerker. Lorsque le consistoire, sous la direction de Alain de Rothschild, décida de changer le rite de la synagogue, d'ashkénaze à séfarade, Liechtenstein continua un certain temps d'être le hazzan de la Synagogue de la rue des Tournelles. Puis il commença à faire un miniane dans les anciens locaux du Cercle d'études du Marais, au 1er étage du 14, place des Vosges.
Il fut nommé par le consistoire rabbin des déportés, un titre purement honorifique pour services rendus.
Initialement appelée synagogue de la place des Vosges, on l'a renommée le 16 juin 2006 en l'honneur de son fondateur, le rabbin Charles Liché, un rescapé d'Auschwitz.
Après la mort du rabbin Liché, Olivier Kaufmann est nommé rabbin de la synagogue 
Chaque année s'y déroule une commémoration en souvenir de la libération des camps d'Auschwitz.